# Silverio Franconetti
Silverio Franconetti y Aguilar (Sevilla, 10 de junio de 1831-ibídem, 30 de mayo de 1889) fue un cantaor de flamenco andaluz, conocido como «el rey de los cantaores».

## Biografía
Silverio Franconetti Aguilar nació el 10 de junio de 1831 en Sevilla y fue bautizado en la Parroquia de San Isidoro, tal y como ha acreditado el investigador Manuel Bohórquez Casado, que halló la partida bautismal de Silverio en el correspondiente tomo de bautismo del Cuerpo de Inhábiles del Ejército al que pertenecía su padre, y que se custodia en el Archivo General Castrense del Ejército de Madrid.   
Sus padres fueron Nicolás Franconetti, natural de Roma y antiguo jefe de la Guardia Valona, y María Concepción Aguilar, natural de Alcalá de Guadaíra. Siendo niño su familia se trasladó a vivir a Morón de la Frontera, donde accedió a estudios elementales y comenzó a dedicarse al oficio de sastre en la tienda que regentaba su hermano mayor. A la temprana edad de 10 años, Silverio frecuentaba las fraguas de los gitanos, donde recibió la influencia de sus cantes, especialmente del cantaor conocido como "El Fillo".De esta etapa de su vida estamos al tanto gracias al investigador Luis Javier Vázquez Morilla, que dio cuenta de ello en su libro "Silverio Franconetti y los Fillos" (2018). 
Posteriormente Silverio se trasladó a Sevilla y Madrid, donde se dedicó profesionalmente al cante flamenco en una época en la que este arte se encontraba relegado a los más bajos estratos sociales. Silverio fue el precursor de los conciertos flamencos. En esta etapa hizo famosa la ‘seguirilla de Silverio’, una variación de la seguirilla gitana.
En 1856 viajó a Montevideo, donde trabajó como picador de toros, profesión que también le condujo hasta Brasil. Más tarde inició su carrera militar en el ejército uruguayo, en el que alcanzó la graduación de oficial. En mayo de 1864 regresó a España, momento en el que el folclorista Demófilo, biógrafo y amigo de Silverio, recogió su actuación acompañado a la guitarra por el maestro Patiño. Según cuenta Demófilo, un Silverio de incógnito fue reconocido por la concurrencia gitana al comenzar a cantar por seguirillas. Teniendo en cuenta los años de ausencia en América, la anécdota da una idea de la originalidad y relevancia de su estilo.
A partir de su regreso de América, Silverio desarrolló su etapa de mayor actividad, dirigiendo y fundando cafés cantantes y contratando a otros artistas para sus locales. Silverio realizó su actividad entre Sevilla, Jerez de la Frontera y Cádiz, ciudad esta donde se lo proclamó como «rey de los cantaores», según la biografía de Demófilo. Además, consiguió sacar al arte flamenco de su humilde entorno social original y llevarlo a foros distintos. Los días 12 y 19 de mayo de 1866 Silverio actuó en Madrid ante la corte de Isabel II.
En 1870 dirigió el salón El Recreo de Sevilla, y posteriormente, en asociación con Manuel El Burrero y Frasquito El Manga, amplió el local y lo rebautizó como «Café de la Escalerilla». Tras la ruptura con sus socios, fundó en 1881 el Café de Silverio, en la calle Rosario de Sevilla, que pronto se convirtió en punto de referencia del flamenco y lugar de reunión de lo más grande de este arte a finales del siglo XIX: D. Antonio Chacón, La Serneta, Francisco Lema "Fosforito", Miguel Macaca, Dolores «La Parrala», La Mejorana, etcétera. Tras el cierre del salón, Silverio marchó a Córdoba en el año 1886 donde arrendó un local en una calle céntrica para sus espectáculos flamencos durante unos meses, y continuando su actividad como cantaor en solitario hasta su muerte en 1889.

## Estilo

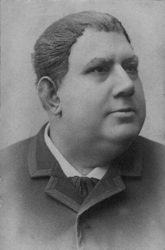
Silverio Franconetti en 1875

Se lo consideró un cantaor de conocimiento enciclopédico, que dominaba todos los palos del Flamenco. El poeta y narrador Fernando Quiñones dijo de él:
«Papel semejante al de Paquiro en la tauromaquia o, aventurando un poco más, al de Johann Sebastian Bach en la música clásica, se nos antoja el jugado por Silverio en la edad de oro del flamenco. Puente entre dos tiempos de ese arte, es Silverio quien amplia y sistematiza su futuro, conexionando el fecundo cuanto oscuro periodo arcaico, cuyos últimos tiempos vivió, con una nueva época en la que hacen posibles su disfrute, el conocimiento de sus formas y su acrecentamiento».
Con estas palabras, Quiñones hace referencia al papel desempeñado por Silverio en la transición entre el oscuro y poco documentado pasado del arte flamenco y la llamada «edad de oro» del flamenco, donde este empieza a ser considerado un arte «mayor». Los flamencólogos coinciden en señalar su maestría en todos los palos del flamenco, imponiendo un estilo que tendría continuación en las siguientes generaciones de flamencos. El periodista y estudioso del flamenco Ángel Álvarez Caballero dice de él que destacó especialmente en el cante por seguirillas, palo este donde consiguió dulcificar el estilo de su maestro El Fillo, a pesar de las dudas sobre la originalidad de su estilo. Mientras unos destacan como creación de Silverio el cante por cabales (también conocidos como seguirillas de cambio), otros aducen que este estilo es invención del maestro de Silverio, El Fillo.